# Carex tricolor
Carex tricolor är en halvgräsart som beskrevs av Josef Velenovský. Carex tricolor ingår i släktet starrar, och familjen halvgräs. Inga underarter finns listade i Catalogue of Life.